# 中山優馬×ジャニーズJr. @YUMA HOUSE
『中山優馬×ジャニーズJr. @YUMA HOUSE』（なかやまゆうま ジャニーズジュニア アットユウマハウス）は、BSJapanextで2022年4月1日から2023年9月25日までBSJapanextにて放送されたバラエティ番組。

## 概要
MCの中山優馬の自宅という設定のスタジオに集まったジャニーズJr.
（現・ジュニア）メンバーが、それぞれの「挑戦したいこと」などを相談。中山ら先輩のサポートでそれらの課題に挑戦、「あっとゆうま」に世界一のアイドルへと成長させていく、というコンセプトの番組となっていた。

## 出演者

### MC
中山 優馬（なかやま ゆうま） - 1994年1月13日生まれ、血液型A型、大阪府出身、元NYC。Jr.達の頼れる先輩としてメンバーの挑戦をサポートする。

### メンバー
| 名前                            | 生年月日（年齢）      | 血液型 | 出身地   | 所属       | 備考 |
| ------------------------------- | --------------------- | ------ | -------- | ---------- | ---- |
| 松浦 銀志 （まつうら ぎんじ）   | 2007年5月11日（17歳） | B型    | 東京都   | Go!Go!kids |      |
| 羽村 仁成 （はむら じんせい）   | 2007年7月15日（17歳） | B型    | 東京都   | Go!Go!kids |      |
| 寺澤 小十侑 （てらさわ ことう） | 2008年2月22日（17歳） | B型    | 東京都   | Go!Go!kids |      |
| 三村 航輝 （みむら こうき）     | 2008年4月12日（16歳） | 不明   | 千葉県   | Go!Go!kids |      |
| 末永 光 （すえなが こう）       | 2008年7月17日（16歳） | 不明   | 宮城県   |            |      |
| 田仲 陽成 （たなか ひなり）     | 2008年9月21日（16歳） | B型    | 東京都   | Go!Go!kids |      |
| 佐久間 玲駈 （さくま れく）     | 2009年4月4日（15歳）  | AB型   | 東京都   | Go!Go!kids |      |
| 渡辺 惟良 （わたなべ いら）     | 2009年4月19日（15歳） | A型    | 東京都   |            |      |
| 鮫島 令 （さめしま りょう）     | 2009年5月7日（15歳）  | 不明   | 東京都   | Go!Go!kids |      |
| 小山 十輝 （こやま とき）       | 2009年7月31日（15歳） | A型    | 神奈川県 |            |      |
| 上原 剣心 （うえはら けんしん） | 2010年3月9日（15歳）  | A型    | 神奈川県 | Go!Go!kids |      |
| 壹岐 碧 （いき あおり）         | 2010年5月21日（14歳） | O型    | 東京都   |            |      |
| 鈴木 瑛朝 （すずき えいさ）     | 2010年9月16日（14歳） | O型    | 神奈川県 |            |      |

## ミニコーナー
ジャニーズJr.の楽屋で遊ぼう - スタッフが楽屋を訪問しメンバーにインタビューをしたり、メンバーが宝物紹介やダンスなどの特技披露をする。メンバーがスマートフォンなどで撮影しスタッフ無しで収録される場合もあった（2022年、不定期放送）。

## 番組テーマ曲
現在
- 中山優馬「Step!!」（2022年11月 - ）

過去
- One Direction「Little White Lies」（2022年4月 - 秋頃）
- 中山優馬「squall」（2022年秋頃 - 11月）

## エピソード
- スタジオ収録の際には通常、BSJapanextのT-2スタジオで行われる。ただし大人数が出演するスペシャル回では、メインスタジオとなるT-1スタジオにて収録される。
- 2022年11月から、MC・中山優馬のデジタルシングル曲「Step!!」が番組テーマソングとなったほか、同曲ミュージックビデオには番組出演メンバー13人もダンサーとして総出演し[2]、その撮影の様子も番組で放送するなど同曲とコラボレーションしている。

## 放送リスト

### 2022年
| 回 | 放送日   | テーマ                                                           | 出演メンバー                                                                   | 楽屋で遊ぼう出演             | 備考                                                                                             |
| -- | -------- | ---------------------------------------------------------------- | ------------------------------------------------------------------------------ | ---------------------------- | ------------------------------------------------------------------------------------------------ |
| 1  | 4月1日   | ジャニーズJr.大集合スペシャル                                    | 上原剣心、佐久間玲駈、田仲陽成、寺澤小十侑、羽村仁成、渡辺惟良                 | なし                         |                                                                                                  |
| 2  | 4月8日   | ジャニーズJr.大集合スペシャル                                    | 壹岐碧、鮫島令、末永光、鈴木瑛朝、松浦銀志、三村航輝                           | 鈴木、末永、渡辺             |                                                                                                  |
| 3  | 4月15日  | 先輩にかわいがられるマナー講座                                   | 上原、田仲、寺澤                                                               | 壹岐、羽村、松浦             |                                                                                                  |
| 4  | 4月22日  | 先輩にかわいがられるマナー講座                                   | 上原、田仲、寺澤                                                               | 佐久間、鮫島、三村           |                                                                                                  |
| 5  | 4月29日  | 大道芸                                                           | 小山十輝、鈴木、松浦                                                           | 鮫島、羽村、三村             |                                                                                                  |
| 6  | 5月6日   | 大道芸                                                           | 小山十輝、鈴木、松浦                                                           | 鮫島、羽村、三村             |                                                                                                  |
| 7  | 5月13日  | 謎解き／脱出ゲーム                                               | 鮫島、羽村、三村                                                               | 小山、鈴木、松浦             |                                                                                                  |
| 8  | 5月20日  | 謎解き／脱出ゲーム                                               | 鮫島、羽村、三村                                                               | 小山、鈴木、松浦             |                                                                                                  |
| 9  | 5月27日  | 日帰り旅行でみんな仲良くなっちゃおうスペシャル ①うどん作り体験   | 壹岐、佐久間、末永、鈴木、田仲、羽村                                           | （コメント出演：Go!Go!kids） | ロケ地：埼玉県長瀞町                                                                             |
| 10 | 6月3日   | 〃 ②街ブラロケに挑戦                                             | 壹岐、佐久間、末永、鈴木、田仲、羽村                                           | なし                         | ロケ地：埼玉県長瀞町                                                                             |
| 11 | 6月10日  | 〃 ③チーム対抗釣り対決                                           | 壹岐、佐久間、末永、鈴木、田仲、羽村                                           | なし                         | ロケ地：埼玉県長瀞町                                                                             |
| 12 | 6月17日  | 〃 ④バーベキューに挑戦                                           | 壹岐、佐久間、末永、鈴木、田仲、羽村                                           | なし                         | ロケ地：埼玉県長瀞町                                                                             |
| 13 | 6月24日  | Go!Go!kids結成おめでとうスペシャル                               | Go!Go!kids（佐久間、鮫島、田仲、寺澤、羽村、松浦、三村、上原）                 | なし                         | グループとしてテレビ初出演。スペシャルを通じてT-1スタジオで収録                                  |
| 14 | 7月1日   | Go!Go!kids結成おめでとうスペシャル                               | Go!Go!kids（佐久間、鮫島、田仲、寺澤、羽村、松浦、三村、上原）                 | なし                         |                                                                                                  |
| 15 | 7月8日   | あっという間にメンバーのキャラがわかっちゃうスペシャル（総集編） |                                                                                | なし                         | 4週連続スペシャルを中断して放送                                                                  |
| 16 | 7月15日  | Go!Go!kids結成おめでとうスペシャル（続き）                       | Go!Go!kids                                                                     | なし                         |                                                                                                  |
| 17 | 7月22日  | Go!Go!kids結成おめでとうスペシャル（続き）                       | Go!Go!kids                                                                     | なし                         |                                                                                                  |
| 18 | 8月5日   | ボードゲームに挑戦                                               | 佐久間、寺澤、渡辺                                                             | 鮫島、羽村、三村             | 特別編成のため前週休止。「楽屋で遊ぼう」は以前放送分の未公開シーン                               |
| 19 | 8月12日  | ボードゲームに挑戦                                               | 佐久間、寺澤、渡辺                                                             | 小山、鈴木、松浦             |                                                                                                  |
| 20 | 8月19日  | 声優に挑戦                                                       | 鈴木、羽村、三村                                                               | なし                         | 水曜日の同枠番組『浪川＆岡本 ボイコミ ラボ』からMC浪川大輔をゲストに迎えたコラボレーション企画。 |
| 21 | 8月26日  | 声優に挑戦                                                       | 鈴木、羽村、三村                                                               | なし                         | 水曜日の同枠番組『浪川＆岡本 ボイコミ ラボ』からMC浪川大輔をゲストに迎えたコラボレーション企画。 |
| 22 | 9月2日   | アクロバットに挑戦                                               | 佐久間、鮫島、田仲                                                             | 佐久間、寺澤、渡辺           | 「楽屋で遊ぼう」はメンバーが撮影する形式                                                         |
| 23 | 9月9日   | アクロバットに挑戦                                               | 佐久間、鮫島、田仲                                                             | 佐久間、寺澤、渡辺           | 「楽屋で遊ぼう」はメンバーが撮影する形式                                                         |
| 24 | 9月16日  | フリースタイルバスケに挑戦                                       | 壹岐、末永、羽村                                                               | 壹岐、末永、羽村             | 「楽屋で遊ぼう」はメンバーが撮影する形式                                                         |
| 25 | 9月23日  | フリースタイルバスケに挑戦                                       | 壹岐、末永、羽村                                                               | 壹岐、末永、羽村             | 「楽屋で遊ぼう」はメンバーが撮影する形式                                                         |
| 26 | 9月26日  | @YUMA HOUSEベストスマイル賞2022！（総集編）                      |                                                                                | なし                         |                                                                                                  |
| 27 | 10月7日  | Go!Go!kidsの軌跡！全部見せますスペシャル！（総集編）             |                                                                                | なし                         | Go!Go!kidsメンバー出演回・シーンの総集編                                                         |
| 28 | 10月14日 | 横浜・八景島シーパラダイスでロケ修行スペシャル                   | 松浦、上原、佐久間(いずれもGo!Go!kids)、末永、渡辺                             | なし                         | 10月14日から5週にわたっての放送。                                                                |
| 29 | 10月21日 | 横浜・八景島シーパラダイスでロケ修行スペシャル                   | 松浦、上原、佐久間(いずれもGo!Go!kids)、末永、渡辺                             | なし                         |                                                                                                  |
| 30 | 10月28日 | 横浜・八景島シーパラダイスでロケ修行スペシャル                   | 松浦、上原、佐久間(いずれもGo!Go!kids)、末永、渡辺                             | なし                         |                                                                                                  |
| 31 | 11月4日  | 横浜・八景島シーパラダイスでロケ修行スペシャル                   | 松浦、上原、佐久間(いずれもGo!Go!kids)、末永、渡辺                             | なし                         | 今回まで中山の配信シングル『squall』が番組テーマソング（開始日不明）                             |
| 32 | 11月11日 | 横浜・八景島シーパラダイスでロケ修行スペシャル                   | 松浦、上原、佐久間(いずれもGo!Go!kids)、末永、渡辺                             | なし                         | 今回より中山の配信シングル『Step!!』が番組テーマソングとなる                                     |
| 33 | 11月18日 | パルクールに挑戦                                                 | 三村、末永、渡辺                                                               | 田仲、佐久間、鮫島           | ロケ地：MISSION PARKOUR PARK TOKYO（パルクール専用施設）                                         |
| 34 | 11月25日 | パルクールに挑戦                                                 | 三村、末永、渡辺                                                               | 田仲、佐久間、鮫島           | ロケ地：MISSION PARKOUR PARK TOKYO（パルクール専用施設）                                         |
| 35 | 12月2日  | 演技に挑戦                                                       | 松浦、田仲、鈴木                                                               | なし                         | ロケ地：東京アナウンス学院                                                                       |
| 36 | 12月9日  | 演技に挑戦                                                       | 松浦、田仲、鈴木                                                               | なし                         | ロケ地：東京アナウンス学院                                                                       |
| 37 | 12月16日 | 演技に挑戦                                                       | 松浦、田仲、鈴木                                                               | なし                         | ロケ地：東京アナウンス学院                                                                       |
| 38 | 12月23日 | 優馬サンタからの笑顔のプレゼントスペシャル                       | 上原、佐久間、田仲、寺澤、羽村、渡辺、鮫島、末永、鈴木、松浦、三村、壹岐、小山 | なし                         | T-1スタジオで収録、メンバー総出演の番組テーマ曲「Step!!」MV撮影の密着映像を放送                  |
| 39 | 12月30日 | ジャニーズJr.が選んだもう一度見たい名場面スペシャル（総集編）    |                                                                                | なし                         |                                                                                                  |

### 2023年
| 回 | 放送日  | テーマ | 出演メンバー                                                                                                | 楽屋で話そう出演 楽屋で遊ぼう出演 | 備考                                                                                  |  |
| -- | ------- | --- | --- | --------------------------------- | ------------------------------------------------------------------------------------- |  |
| 40 | 1月6日  | 新春かくし芸大会 | 上原、佐久間、田仲、寺澤、羽村、渡辺、鮫島、末永、鈴木、松浦、三村、壹岐、小山                              | なし                              | T-1スタジオで収録（以降同じ）。番組テーマ曲「Step!! 」スタジオライブ                  |  |
| 41 | 1月13日 | 新春かくし芸大会 | 上原、佐久間、田仲、寺澤、羽村、渡辺、鮫島、末永、鈴木、松浦、三村、壹岐、小山                              | なし                              |                                                                                       |  |
| 42 | 1月20日 | ジェネレーションバトルスペシャル | 上原、佐久間、田仲、寺澤、羽村、渡辺、鮫島、末永、鈴木、松浦、三村、壹岐、小山                              | なし                              | スタジオライブ                                                                        |  |
| 43 | 1月27日 | ジェネレーションバトルスペシャル | 上原、佐久間、田仲、寺澤、羽村、渡辺、鮫島、末永、鈴木、松浦、三村、壹岐、小山                              | なし                              |                                                                                       |  |
| 44 | 2月3日  | 素顔が溢れまくりスペシャル（総集編・未公開シーン） | | なし                              |                                                                                       |  |
| 45 | 2月10日 | スピードワゴンがバラエティー術を教える | 小山、末永、鈴木、田仲、羽村、松浦                                                                          | なし                              | ゲスト：スピードワゴン                                                                |  |
| 46 | 2月17日 | スピードワゴンがバラエティー術を教える | 小山、末永、鈴木、田仲、羽村、松浦                                                                          | なし                              | ゲスト：スピードワゴン                                                                |  |
| 47 | 2月24日 | スピードワゴンがバラエティー術を教える | 小山、末永、鈴木、田仲、羽村、松浦                                                                          | なし                              | ゲスト：スピードワゴン                                                                |  |
| 48 | 3月3日  | 青木源太アナウンサーがMC術を教える | 小山、末永、鈴木、田仲、羽村、松浦                                                                          | なし                              | ゲスト：青木源太 青木は公式アプリのチャットにも参加                                   |  |
| 49 | 3月10日 | 青木源太アナウンサーがMC術を教える | 小山、末永、鈴木、田仲、羽村、松浦                                                                          | なし                              | ゲスト：青木源太 青木は公式アプリのチャットにも参加                                   |  |
| 50 | 3月17日 | テーマパークダンスに挑戦！ | 壹岐、佐久間、羽村、松浦、三村、渡辺                                                                        | なし                              |                                                                                       |  |
| 51 | 3月24日 | テーマパークダンスに挑戦！ | 壹岐、佐久間、羽村、松浦、三村、渡辺                                                                        | なし                              |                                                                                       |  |
| 52 | 3月31日 | 1周年記念SP！ふぉ～ゆ～登場！ | 壹岐、佐久間、羽村、松浦、三村、渡辺                                                                        | 小山、末永、鈴木、渡辺、壹岐      | ゲスト：辰巳雄大（ふぉ〜ゆ〜）                                                        |  |
| 53 | 4月7日  | 1周年記念SP！ふぉ～ゆ～登場！ | 壹岐、佐久間、羽村、松浦、三村、渡辺                                                                        | 小山、末永、鈴木、渡辺、壹岐      | ゲスト：辰巳雄大（ふぉ〜ゆ〜）                                                        |  |
| 54 | 4月14日 | 1周年記念SP！ふぉ～ゆ～登場！ | 壹岐、佐久間、羽村、松浦、三村、渡辺                                                                        | なし                              | ゲスト：辰巳雄大（ふぉ〜ゆ〜）                                                        |  |
| 55 | 4月15日 | 「@YUMA HOUSEファミリー大集合 みなさんと繋がる！生放送SP」 - チーム対抗アピール合戦 - 笑顔5連写バトル - 優馬先輩がJr.に手料理を振る舞う - 箱の中身はなんだろな？ - 大縄跳びチャレンジ - 中山優馬×ジャニーズJr.スペシャルライブ | 「お兄ちゃんチーム」松浦、羽村、寺澤、三村、末永、田仲 「ヤングチーム」佐久間、渡辺、鮫島、上原、壹岐、鈴木 | なし                              | 土曜日 17:00 - 19:00放送。初の生放送特番。 ゲスト：ぺこぱ、小沢一敬（スピードワゴン） |  |
| 54 | 4月21日 | Go!Go!kids結成1周年おめでとうSP | Go!Go!kids                                                                                                  | なし                              | ゲスト：U&S（内海光司、佐藤アツヒロ）                                                 |  |
| 56 | 4月28日 | Go!Go!kids結成1周年おめでとうSP | Go!Go!kids                                                                                                  | 羽村、末永、壹岐                  | ゲスト：U&S（内海光司、佐藤アツヒロ）                                                 |  |
| 57 | 5月5日  | Go!Go!kids結成1周年おめでとうSP | Go!Go!kids                                                                                                  | なし                              | ゲスト：ぺこぱ                                                                        |  |
| 58 | 5月12日 | Go!Go!kids結成1周年おめでとうSP | Go!Go!kids                                                                                                  | なし                              | ゲスト：ぺこぱ                                                                        |  |
| 59 | 5月19日 | Go!Go!kids結成1周年おめでとうSP | Go!Go!kids                                                                                                  | なし                              | ゲスト：ぺこぱ                                                                        |  |
| 60 | 5月26日 | 汗と感動のパフォーマンスSP! | | なし                              |                                                                                       |  |
| 61 | 6月2日  | ジャニーズJr.がアクションを学ぶ! | 松浦、佐久間、寺澤、鮫島、渡辺、鈴木                                                                        | なし                              |                                                                                       |  |
| 62 | 6月9日  | ジャニーズJr.がアクションを学ぶ! | 松浦、佐久間、寺澤、鮫島、渡辺、鈴木                                                                        | なし                              |                                                                                       |  |
| 63 | 6月16日 | お客さんを盛り上げる術を学ぼう! | 松浦、田仲、羽村、鮫島、鈴木、小山                                                                          | なし                              | ゲスト：テツandトモ                                                                   |  |
| 64 | 6月23日 | お客さんを盛り上げる術を学ぼう! | 松浦、田仲、羽村、鮫島、鈴木、小山                                                                          | なし                              | ゲスト：テツandトモ                                                                   |  |
| 65 | 6月30日 | お客さんを盛り上げる術を学ぼう! | 松浦、田仲、羽村、鮫島、鈴木、小山                                                                          | なし                              | ゲスト：テツandトモ                                                                   |  |
| 66 | 7月3日  | オリジナルのラップソングを作ろう! | 松浦、田仲、羽村、鮫島、鈴木、小山                                                                          | なし                              | ゲスト：COMA-CHI                                                                      |  |
| 67 | 7月10日 | オリジナルのラップソングを作ろう! | 松浦、田仲、羽村、鮫島、鈴木、小山                                                                          | なし                              | ゲスト：COMA-CHI                                                                      |  |
| 68 | 7月17日 | カッコいい殺陣を学ぼう! | 松浦、鮫島、佐久間、寺澤、鈴木、渡辺                                                                        | なし                              |                                                                                       |  |
| 69 | 7月24日 | カッコいい殺陣を学ぼう! | 松浦、鮫島、佐久間、寺澤、鈴木、渡辺                                                                        |                                   |                                                                                       |  |
| 70 | 7月31日 | 夏のUSJ超満喫ツアー! | 松浦、田仲、羽村、末永、三村、寺澤                                                                          |                                   |                                                                                       |  |
| 71 | 8月7日  | 夏のUSJ超満喫ツアー! | 松浦、田仲、羽村、末永、三村、寺澤                                                                          |                                   |                                                                                       |  |
| 72 | 8月14日 | 夏のUSJ超満喫ツアー! | 松浦、田仲、羽村、末永、三村、寺澤                                                                          |                                   |                                                                                       |  |
| 73 | 8月21日 | 夏のUSJ超満喫ツアー! | 松浦、田仲、羽村、末永、三村、寺澤                                                                          |                                   |                                                                                       |  |
| 74 | 8月28日 | 釣り&キャンプ超満喫ツアー | 田仲、羽村、松浦、上原                                                                                      |                                   | ロケ地：三浦半島                                                                      |  |
| 75 | 9月4日  | 釣り&キャンプ超満喫ツアー | 田仲、羽村、松浦、上原                                                                                      |                                   |                                                                                       |  |
| 76 | 9月11日 | 釣り&キャンプ超満喫ツアー | 上記に加え、Go!Go!kids                                                                                      |                                   |                                                                                       |  |
| 77 | 9月18日 | 優馬先輩 最後の授業（最終回 前・後編） | 全員 |                                   |                                                                                       |  |
| 78 | 9月25日 | 優馬先輩 最後の授業（最終回 前・後編） | 全員 |                                   |                                                                                       |  |
|    | 未定    | 未定（特別番組） | |                                   | 最終回にて放送予定とのみ告知される                                                    |  |